# جوایز آنی
جایزه آنی (به انگلیسی: Annie Award) جایزه‌ای آمریکایی است از طرف انجمن بین‌المللی فیلم‌های انیمیشن، واقع در لس‌آنجلس به موفقیت‌هایی در زمینه انیمیشن اهدا می‌شود. این جایزه از سال ۱۹۷۲ تا کنون اهدا شده‌است. در ابتدا این جایزه به تهیه‌کنندگی، کارگردانی، طراحی، نویسندگی، صداپیشگی و صداگذاری انیمیشن اهدا می‌شد، اما از سال ۱۹۹۲ که بخش بهترین انیمیشن به وجود آمد، به‌طور کلی به انیمیشن اهدا می‌شود.

## جدول جوایز
لیست انمیشن‌های زیر بیشترین جوایز را دریافت کردند:
| جوایز | فیلم                                 |
| ----- | ------------------------------------ |
| 31    | سیمپسون‌ها                            |
| 10    | چگونه اژدهای خود را تربیت کنیم       |
| 10    | شگفت‌انگیزان                          |
| 10    | پاندای کونگ‌فوکار                     |
| 10    | مولان                                |
| 10    | والاس و گرومیت: نفرین موجود خرگوش‌نما |
| 9     | در جستجوی نمو                        |
| 9     | The Iron Giant                       |
| 9     | راتاتویی                             |
| 8     | شرک                                  |
| 8     | داستان اسباب‌بازی                     |
| 7     | داستان اسباب‌بازی ۲                   |
| 6     | Samurai Jack                         |

|}